# Minzhu (köpinghuvudort i Kina, Jilin Sheng, lat 41,13, long 126,20)
Minzhu är en köpinghuvudort i Kina. Den ligger i provinsen Jilin, i den nordöstra delen av landet, omkring 320 kilometer söder om provinshuvudstaden Changchun. Antalet invånare är 26 354. Befolkningen består av 13 074 kvinnor och 13 280 män. Barn under 15 år utgör 10,0 %, vuxna 15-64 år 79 %, och äldre över 65 år 9,0 %.
Runt Minzhu är det ganska tätbefolkat, med 80 invånare per kvadratkilometer. Närmaste större samhälle är Ji'an, 2,3 km väster om Minzhu. I omgivningarna runt Minzhu växer i huvudsak blandskog.
Genomsnittlig årsnederbörd är 1 213 millimeter. Den regnigaste månaden är juli, med i genomsnitt 406 mm nederbörd, och den torraste är januari, med 11 mm nederbörd.